# Henryk Modzelewski
Henryk Franciszek Adam Modzelewski (ur. 4 października 1826 w Radomiu, zm. 30 października 1892 w Warszawie) – polski aktor i przedsiębiorca teatralny, dyrektor teatrów prowincjonalnych, urzędnik Warszawskiej Kolei Żelaznej.

## Kariera aktorska
Uczył się w Szkole Dramatycznej w Warszawie. Występował w zespołach teatrów prowincjonalnych: Tomasza Andrzeja Chełchowskiego (1846), Jana Chrzciciela Okońskiego (1847, 1859, 1865), Ludwiki Kłyszyńskiej (1857), Józefa Barańskiego (1857-1858), Jana Chełmikowskiego (sez. 1864/1865) i w warszawskim teatrze ogródkowym "Antokol" za dyrekcji Józefa Cybulskiego (1875). Wystąpił m.in. w rolach: Robina (Pamiętniki szatana), Stanisława (Łobzowianie), Birbanckiego (Dożywocie), Pafnucego (Pafnucy i Narcyz), Stacha (Wesele w Ojcowie), Jana (Obiadek z Magdusią) i Marcina (Chłopi arystokraci).

## Zarządzanie zespołami teatralnymi
W lutym 1860 r. podjął pierwszą próbę zarządzania zespołem teatralnym w Łowiczu. Po raz drugi utworzył zespół w 1866 r. i prowadził go nieprzerwanie do 1878 r. Zespół Henryka Modzelewskiego miał charakter wędrowny i dawał przedstawieniu w wielu miastach na prowincji Królestwa Polskiego: Łukowie, Łowiczu, Kielcach, Pilicy, Miechowie, Opatowie, Staszowie, Skierniewicach, Nowym Dworze, Pułtusku, Makowie Mazowieckim, Zakroczymiu, Białej Podlaskiej, Ostrołęce, Międzyrzecu, Mińsku Mazowieckim, Zgierzu, Wieluniu, Sieradzu, Koninie, Łodzi, Siedlcach, Garwolinie, Górze Kalwarii, Łomży, Kutnie, Lipnie, Ciechocinku, Płocku, Kaliszu i Łęczycy.

## Życie prywatne
Był dwukrotnie żonaty. Obie jego żony: Leokadia i Ludwika były aktorkami teatralnymi. Miał syna Antoniego. Po zakończeniu kariery teatralnej (ok. 1879) został urzędnikiem Warszawskiej Kolei Żelaznej.